# 何成
何成，第二军医大学神经生物学教研室主任、教授，主要从事神经损伤与修复的分子生物学方面的研究工作。入选中华人民共和国教育部第八批"长江学者"特聘教授，曾获得中国青年科技奖。